# Natalus primus
Natalus primus é uma espécie de morcego da família Natalidae. Endêmica de Cuba, onde pode ser encontrada somente na ilha da Juventude (Isla des Pines).